# Will Sasso
William Sasso, detto Will (Ladner, 24 maggio 1975), è un attore, comico, conduttore televisivo e imitatore canadese di origini italiane.
È conosciuto per il ruolo di Carl Monari in Perfetti... ma non troppo e Vince Goodson in $#*! My Dad Says.

## Biografia
Nato a Ladner, British Columbia, Canada da genitori italo-canadesi (originari di Napoli). All'età di 15 anni ha ottenuto il suo primo agente e presto iniziò la prenotazione di ruoli in televisione e al cinema. Dopo il diploma inizia la carriera dello spettacolo nella vicina Vancouver dove ha interpretato per cinque stagioni l'eccentrico teenager Derek Wakaluk sulla pluripremiata serie drammatica canadese Madison. Da Vancouver si sposta a Los Angeles, e lì inizia anche la carriera di macchiettista e imitatore grazie anche alla MADtv, e crea anche personaggi suoi.
Entro la fine della sua seconda stagione (1996-1997), MADtv vissuto il suo primo grande turnover nel cast. Tre degli artisti di repertorio dello show (Bryan Callen, Orlando Jones ed Artie Lange) hanno lasciato il cast. Come risultato, nel 1997, i dirigenti di FOX dovevano trovare dei sostituti per lo spettacolo. Sasso (insieme ad Alex Borstein ed Aries Spears) è stato selezionato per partecipare alla MADtv terza stagione come un membro del cast regolare. Sasso è noto per personaggi bizzarri come l'incidente tuttofare incline Paul Timberman, membro Eracist Hugh, il cantante Michael McCloud, americano Talkin ' ospite Rui Peranio e messicana luchador Señor Bag of Crap.
Sasso fa anche molte imitazioni di celebrità, tra cui imitazioni di of Arnold Schwarzenegger, Bill Clinton, Drew Carey, Chris Farley, Elton John, Elvis Presley, Fred Durst, George W. Bush, James Gandolfini (come lui stesso e Tony Soprano), James Lipton, Jesse Ventura, Kenny Rogers, Lance Bass, Louie Anderson, Paul Shaffer, Randy Newman, Richard Simmons, Robert De Niro, The Rock, Steven Seagal, Steve Austin, Wayne Newton, William Frawley (come Fred Mertz da I Love Lucy), and William Shatner (come lui stesso e come James T. Kirk).
Will ha iniziato a sviluppare diversi progetti televisivi di rete con la Disney/Touchstone per l'ABC nel 2001 e nel 2002 Sasso lascia MADtv di proseguire la fase successiva della sua carriera. Sempre nel 2002 è anche apparso nel videoclip dei Sum 41 Still Waiting.
Da quando ha lasciato MADtv, ha fatto varie apparizioni televisive. Ha recitato per quattro stagioni come Carl Monari in Perfetti... ma non troppo e anche un ruolo in Robson Arms. Sasso anche svolto il ruolo di Fortunio Balducci in Southland Tales - Così finisce il mondo. Sasso ha recitato in $#*! My Dad Says, basato sui feed di Shit My Dad Says creato da Justin Halpern. Lo spettacolo ha debuttato nell'autunno del 2010 e il suo annullamento è stato annunciato il 15 maggio 2011.

## Filmografia parziale

### Attore

#### Cinema
- Southland Tales - Così finisce il mondo (Southland Tales), regia di Richard Kelly (2006)
- 301 - La leggenda di Maximus il fichissimo (The Legend of Awesomest Maximus), regia di Jeff Kanew (2010)
- I tre marmittoni (The Three Stooges), regia di Peter e Bobby Farrelly (2012)
- L'errore perfetto (The Right Kind of Wrong), regia di Jeremiah S. Chechik (2013)
- Beautiful Girl, regia di Stevie Long (2014)
- Io, Dio e Bin Laden (Army of One), regia di Larry Charles (2016)
- Killing Hasselhoff, regia di Darren Grant (2017)
- The Female Brain - Donne vs Uomini, regia di Whitney Cummings (2017)
- American Woman, regia di Jake Scott (2018)
- Super Troopers 2, regia di Jay Chandrasekhar (2018)
- Irresistibile (Irresistible), regia di Jon Stewart (2020)
- Boss Level, regia di Joe Carnahan (2020)
- Dangerous Game: The Legacy Murders, regia di Sean McNamara (2022)

#### Televisione
- I viaggiatori (Sliders) – serie TV, 5 episodi (1995-1996)
- Ossessione fatale (Malicious), regia di Ian Corson - film TV (1995)
- MADtv — show TV, 134 episodi (1997-2002, 2003, 2004, 2009, 2016)
- I Griffin (Family Guy) – serie animata, 7 episodi (1999-2017) – voce
- X-Files (The X-Files) - serie TV, episodio 7x21 (2000)
- Perfetti... ma non troppo (Less Than Perfect) – serie TV, 60 episodi (2003-2006)
- How I Met Your Mother – serie TV, episodi 4x10-7x13 (2008-2012)
- Due uomini e mezzo (Two and a Half Men) – serie TV, episodio 7x01 (2009)
- $#*! My Dad Says – serie TV, 18 episodi (2010-2011)
- Modern Family – serie TV episodio 5x16 (2013)
- Another Period – serie TV, 10 episodi (2015-2018)
- Shameless – serie TV, 4 episodi (2016)
- American Housewife – serie TV, 1 episodio (2017)
- Kevin (Probably) Saves the World – serie TV, 5 episodi (2017-2018)
- Loudermilk – serie TV, 18 episodi (2017-2018)
- Law & Order - Unità vittime speciali (Law & Order: Special Victims Unit) – serie TV, episodio 19x17 (2018)
- Grey's Anatomy – serie TV, episodio 15x08-15x09 (2018-2019)
- Mom – serie TV, 12 episodi (2019-2021)
- Young Sheldon – serie TV, 10 episodi (2022-2024)
- La pazza storia del mondo, Parte II (History of the World, Part II) – serie TV, 1 episodio (2024)
- Georgie & Mandy's First Marriage – serie TV, 12 episodi (2024-2025)

### Doppiatore
- Klaus - I segreti del Natale, regia di Sergio Pablos (2019)

## Doppiatori italiani
Nelle versioni in italiano delle opere in cui ha recitato, Will Sasso è stato doppiato da: 
- Roberto Stocchi in $h*! My Dad Says, I tre marmittoni, Modern Family, Super Troopers 2, Young Sheldon
- Massimo Bitossi in Quello che non ti uccide, 301 - La leggenda di Maximus il fichissimo, La fantastica signora Maisel
- Stefano Mondini in Perfetti... ma non troppo
- Gaetano Varcasia in Tre all'improvviso
- Massimo De Ambrosis in Southland Tales
- Francesco Meoni in X-Files
- Lucio Saccone in CSI - Scena del crimine
- Dario Oppido in How I Met Your Mother (ep. 4x10)
- Stefano Santerini in Due uomini e mezzo
- Enrico Maggi in How I Met Your Mother (ep. 7x13)
- Giulio Pierotti in Io, Dio e Bin Laden
- Luigi Ferraro in Love
- Pierluigi Astore in Law & Order - Unità vittime speciali
- Giovanni Caravaglio in Grey's Anatomy
- Fabrizio Odetto in American Woman
- Renato Cecchetto in Klaus - I segreti del Natale
- Francesco Rizzi in Dangerous Game: The Legacy Murders
- Emanuele Durante in Acapulco
- Simone Mori in Irresistibile
- Federico Melis in Mom

Da doppiatore è sostituito da:
- Nanni Baldini in Robot Chicken